# Курский государственный театр кукол
Ку́рский госуда́рственный теа́тр ку́кол — театр кукол в городе Курске, расположенный по адресу: улица Радищева, дом 2.

## История
Осенью 1935 года была предпринята первая попытка создать в Курске кукольный театр: небольшой коллектив актёров-кукольников (Обожаев, Сахарова, Раевская) начал работать под руководством Георгия Стеффена при областном драматическом театре. В одном из фойе драмтеатра разместились зал и сцена, и 12 ноября 1935 года состоялась премьера - пьеса Е. Сперанского «Вор-нахал - человеком стал», а потом дано ещё несколько спектаклей, в том числе в сёлах Курской области. После отъезда Стеффена коллектив распался.
Кукольный театр на профессиональной основе образован в мае 1944 года. Первым художественным руководителем был Алексей Данилович Мшастый. У актёров не было ни кукол, ни декораций, ни постоянного помещения. Творческий коллектив состоял из пяти актёров — Л. Каменевой, З. Мшастой, В. Михатовой, И. Емельянова и Н. Боголюбской. Первыми спектаклями были «По щучьему велению» и «Гаврош», поставленные И. К. Емельяновым, художественным руководителем театра с 1945 по 1964 год. В 1965 театр кукол получил в аренду здание бывшей гимназии, в этом помещении он располагается и сейчас. В 1972 году главным режиссёром театра стал Анатолий Владимирович Сезоненко, выпускник Ленинградского института театра, музыки и кинематографии. Вскоре в театр пришёл художник, выпускник того же ВУЗа, Андрей Яковлевич Семенович. Ими впервые поставлены спектакли для взрослых «Прелестная Галатея», «До третьих петухов», «Иностранец в Риме». Театр начал гастролировать в Москве, Тюмени, на БАМе, в Северной Осетии, Рязани, Николаеве, Киеве, Луганске, Могилёве.
С 1987 по 2020 год Курский государственный театр кукол возглавляла Александра Николаевна Кондратова — заслуженный работник культуры РФ, выпускница Московского государственного педагогического института.
В 2020 году на этом посту её сменила Юлия Витальевна Павленко, выпускница Орловского государственного института культуры и Российской академии народного хозяйства и государственной службы при Президенте РФ. Трудовой стаж Юлия Павленко начала в 2007 году в Новомосковском драматическом театре имени В. М. Качалина в должности актрисы и балетмейстера театра. В 2012 году стала помощником главного режиссёра в курском ТЮЗе «Ровесник», с 2013 по 2016 года — актриса Курского государственного театра кукол. Последнее время руководила Дворцом культуры в городе Курчатове Курской области. 19 марта 2020 года назначена директором Курского государственного театра кукол.
Главным режиссёром с 1994 является Валерий Флегонтович Бугаев — заслуженный деятель искусств РФ, заслуженный артист Украины. Начинается новый период творческого развития коллектива. В репертуаре театра наряду с детскими спектаклями вновь появляются постановки для взрослых — «Терем», «Сцены из собачьей жизни», «Король умирает», «Цыганы». Театр являлся участником фестивалей театров кукол «Белгородская забава» (1995, 1997, 1999, 2012), «Муравейник» в Иванове (1997, 1999, 2010), Московского международного фестиваля театров кукол (2001, 2008), международных фестивалей в городах Львов, Луцк, Брест, Прага. Спектакли «Наш Пушкин», «Терем», «Тук-тук! Кто там?», «Елена Премудрая», «Солнечный луч» получили премии и дипломы фестивалей. В 2006 году отмечен премией Центрального федерального округа в области литературы и искусства за спектакль «Дюймовочка» в номинации «За произведения для детей и юношества и творчество молодых». В 2008 году получил грант в рамках программы поддержки театров для детей и юношества под патронатом Президента России на постановку спектакля «Маленький принц» по А. де Сент-Экзюпери, премьера которого состоялась в феврале 2009 года. Курский государственный театр кукол - дипломант и лауреат всероссийских и международных фестивалей в Виттене (Германия), Липецке, Алматы (Казахстан), Ивано-Франковске (Украина), Чернигове (Украина), Суботице (Сербия), Хмельницком (Украина), Кирове, Белгороде, Донецке (ДНР), Симферополе (Крым), Казани (Республика Татарстан). 

## Труппа
- Апухтин Арсений Андреевич
- Баркалова Татьяна Николаевна
- Бугаёва Наталия Альбертовна, заслуженная артистка РФ
- Гавриленко Егор Евгеньевич
- Евстигнеев Руслан Анатольевич
- Козлов Вадим Александрович
- Короткова Татьяна Андреевна
- Левантовский Федор Олегович
- Лисняк Евгения Геворговна
- Лисняк Юрий Владимирович
- Печкуренко Елена Алексеевна, заслуженная артистка РФ
- Окунева Анастасия Алексеевна
- Ризак Юлия Владимировна
- Рякин Сергей Леонидович
- Семяновский Игорь Витальевич
- Титов Александр Сергеевич
- Харитонова Валерия Михайловна

## Репертуар
Спектакли для детей
- И. Семяновский «А Колобок гулять выйдет?» 0+
- В. Бугаев (по рассказу Дж. Эйкен) «Венецианское адажио, или Кот, который жил в водосточной трубе» 6+ Спектакль для семейного просмотра
- В. Бугаев по стихотворениям А. Усачева «Веселые уроки»

- В. Виткович, Г. Ягдфельд «Волшебная лампа Аладдина» 6+ Восточная сказка в двух действиях
- И. Семяновский «Волшебное кольцо» 6+ По сказкам Б. Шергина и С. Писахова
- В. Борисов, Я. Узенюк «Гуси-лебеди» 0+ По мотивам русской народной сказки
- В. Бугаёв (по Г. Х. Андерсену) «Дюймовочка» 6+ Музыкальная сказка в двух действиях не только для детей
- М. Бартенев «Елена Премудрая» 6+ Волшебная сказка в двух действиях
- В. Орлов «Золотой цыпленок» 0+ Мюзикл в двух актах для детей любого возраста
- В. Маслов «Иван-царевич, Серый Волк и другие…» Пьеса в двух действиях по мотивам русских народных сказок
- «Когда-нибудь мы вспомним это...» Поэтический реквием, посвященный 80-летию победы на Курской дуге
- Н. Шувалов «Кот в сапогах» 6+ Сказка в двух действиях
- Ю. Боганов «Кощей+Василиса=?» 6+ Вроде русской сказки, только наперекосяк
- В. Бугаев «Кто?» 0+ Музыкальная сказка в двух действиях
- А. Макеев «Курочка Ряба, или Сказка о простом счастье и золотом несчастье» 0+ Небылицы в лицах
- Е. Иванова «Ладушки» 0+ Спектакль-игра для маленьких по мотивам русских сказок
- Г. Владычина «Любопытный слоненок» 0+ Путешествие в Африку
- И. Семяновский «Маруськина мечта, или Не в деньгах счастье» 0+ Спектакль по финансовой грамотности для детей и родителей
- К. Чуковский «Муха-цокотуха» Музыкально-цирковое представление
- И. Семяновский «Огниво» 12+ По мотивам сказки Г. Х. Андерсена
- Ю. Устюгов «Первый снег» Для детей от 1 года до 4 лет
- И. Семяновский «По щучьему велению» 6+ По мотивам русской народной сказки
- О. Емельянова «Приключения Буратино» Пьеса в двух действиях по мотивам сказки А. Толстого
- В. Орлов «Приключения Каштанчика» 0+ Музыкальная сказка в двух действиях
- Л. Дворский «Прыгающая принцесса» 0+ Игра в сказку в двух действиях
- И. Семяновский «Рыжий» По сказке Я. Экхольма «Тутта Карлссон Первая и единственная, Людвиг Четырнадцатый и другие»
- Л. Разумовская «Сестра моя Русалочка»
- А. Попеску «Солнечный луч» 6+ Почти сказочная история
- Г. Остер «38 попугаев» 0+ Музыкальная сказка в двух действиях
- М. Бартенев «Тук-тук! Кто там?» 6+ Мюзикл для маленьких любого возраста
- И. Семяновский «Умная дочка» 0+ Сказка-рассказка в одном действии
- В. Бугаев «Царевна-лягушка» 0+ Игра в волшебную сказку для детей и родителей

Новогодние спектакли
- В. Орлов «Весёлый маскарад»
- С. Козлов «Ёжик и ёлка»
- А. Гаинцев, Т. Кожевникова «По дороге приключений»
- Ю. Боганов «Приключения новогодней ёлки»
- С. Козлов «Снежный цветок»
- А. Веселов «Солнышко и снежные человечки»
- М. Супонин «Три снежинки»
- В. Орлов, С. Коган «Шурочка-Снегурочка»

Спектакли для взрослых
- К. Рубина «Бабаня»
- А. де Сент-Экзюпери «Маленький принц»
- У. Голдинг «Повелитель мух»
- А. Лиманов «Терем»
- Ж. Ануй «Антигона»
- А. Пушкин  «Пиковая дама»
- И. Семяновский «Такая вот любовь»